# Cristina Bicchieri
Cristina Bicchieri (Milà, 1950) és una filòsofa italoestatunidenca. Ella és la titular de la càtedra S.J.P. Harvie de Pensament Social i Ètica Comparativa als departaments de Filosofia i Psicologia de la Universitat de Pennsilvània, professora d'Estudis Jurídics a la Wharton School i directora del programa de Filosofia, Política i Economia. Ha treballat en problemes de filosofia de les ciències socials, elecció racional i teoria de jocs. Més recentment, el seu treball s'ha centrat en la naturalesa i l'evolució de les normes socials, i el disseny d'experiments de comportament per comprovar en quines condicions es seguiran les normes. És líder en el camp de l'ètica conductual i és la directora del Behavioral Ethics Lab (BeLab) de la Universitat de Pennsilvània.